# Variophthalmidium
Variophthalmidium es un género de foraminífero bentónico de la familia Ophthalmidiidae, de la superfamilia Cornuspiroidea, del suborden Miliolina y del orden Miliolida. Su especie tipo es Variophthalmidium tripartitum. Su rango cronoestratigráfico abarcaba el Cretácico.

## Discusión
Clasificaciones más recientes incluyen Variophthalmidium en la superfamilia Nubecularioidea.

## Clasificación
Variophthalmidium incluye a la siguiente especie:
- Variophthalmidium tripartitum †